# Rudnica (Poméranie-Occidentale)
Pour les articles homonymes, voir Rudnica.
Rudnica est un village de Pologne, situé dans la gmina de Wałcz, dans le powiat de Wałcz, dans la voïvodie de Poméranie occidentale. Son identifiant SIMC (en) est 0531217.